# 宮城県道11号塩釜港線
宮城県道11号塩釜港線（みやぎけんどう11ごう しおがまこうせん）は宮城県塩竈市を通る県道（主要地方道）である。

## 概要
塩釜港（仙台塩釜港塩釜港区。塩釜漁港とは異なる。）と国道45号を結ぶ短距離路線である。
起点周辺には東ふ頭への案内標識がある。起点からそのまま東に向かうと、油槽所が立ち並ぶ地区となり、道路を数基の油送管が跨いでいる。

### 路線データ
- 実延長：999.7 m[1]
- 起点：塩竈市貞山通（塩釜港）
- 終点：塩竈市港町（国道45号交点、宮城県道10号塩釜亘理線重複区間）

## 歴史
- 1954年（昭和29年）
  - 1月20日 - 建設省（国土交通省）が主要地方道塩釜港線を指定。
  - 12月27日 - 宮城県告示第935号により路線の変更が行われ、旧来の「塩釜港線」を改め、主要地方道26号「塩釜港線」として、塩釜港～塩竈市字尾島（現：尾島町）までの路線として認定。
- 1993年（平成5年）
  - 5月11日 - 建設省から、県道塩釜港線が塩釜港線として主要地方道に指定される[2]。
  - 10月19日 - 県道番号が決定[3]され、従前の主要地方道25号[4]から、県道11号に変更される。（12月1日より施行）

## 地理

### 通過する自治体
- 塩竈市

### 交通量[5]
令和３年度・12時間交通量
- 塩竈市港町１丁目 - 7,317台

## 接続する道路
- 宮城県道23号仙台塩釜線（塩竈市港町２丁目）
- 国道45号（宮城県道10号塩釜亘理線重複）（終点）